# Roger Coquand
Pour les articles homonymes, voir Coquand.
Pas d'image ? Cliquez ici

a Compétitions nationales et continentales officielles uniquement.

Roger Coquand, né le 15 juin 1943 à Lyon 6e (Rhône) et mort le 11 décembre 1992 à Carcassonne (Aude), est un joueur français de rugby à XV et de rugby à XIII évoluant au poste de pilier dans les années 1960 et 1970.
Pilier solide formé au rugby à XV au Lyon O.U. au début des années 1960 avec lequel il opère en cadets, juniors, réserves puis première, Roger Coquand est repéré par Louis Junquas et commence sa carrière au poste de deuxième ligne avant d'être replacé au poste de pilier. Alors que le club lyonnais monte en puissance, R. Coquand voit sa licence de rugby à XV suspendue en raison d'une altercation avec un arbitre en début de saison 1966-1967.
En mars 1967, il annonce changer de code de rugby et signe au XIII Catalan sous la houlette de Louis Mazon en rugby à XIII. Sélectionné en équipe de France pour la Coupe du monde 1970, il ne compte toutefois aucune entrée en jeu.

## Palmarès

### Rugby à XV

#### Statistiques en club
| Saison    | Saison  | Championnat           | Championnat                      | Coupe                    | Coupe       |
| Saison    | Saison  | Comp.                 | Class.                           | Comp.                    | Class.      |
| --------- | ------- | --------------------- | -------------------------------- | ------------------------ | ----------- |
| 1964-1965 | Lyon OU | Championnat de France | Phase de qualification           | Challenge Yves du Manoir | 3e groupe D |
| 1965-1966 | Lyon OU | Championnat de France | 1/16 de finale                   | Challenge Yves du Manoir | 7e groupe A |
| 1966-1967 | Lyon OU | Championnat de France | Suspendu à partir d'octobre 1966 |                          |             |

### Rugby à XIII
- Collectif :
  - Vainqueur du Championnat de France : 1972 (Carcassonne).
  - Finaliste de la Coupe de France : 1967 (XIII Catalan) et 1973 (Carcassonne).

#### En club
| Saison    | Saison         | Championnat           | Championnat | Coupe           | Coupe       |
| Saison    | Saison         | Comp.                 | Class.      | Comp.           | Class.      |
| --------- | -------------- | --------------------- | ----------- | --------------- | ----------- |
| 1966-1967 | XIII Catalan   | Championnat de France | Barrage     | Coupe de France | Finaliste   |
| 1967-1968 | XIII Catalan   | Championnat de France | 1/4 finale  | Coupe de France | 1/8 finale  |
| 1968-1969 | AS Carcassonne | Championnat de France | 1/4 finale  | Coupe de France | 1/2 finale  |
| 1969-1970 | AS Carcassonne | Championnat de France | 1/4 finale  | Coupe de France | 1/4 finale  |
| 1970-1971 | AS Carcassonne | Championnat de France | 1/2 finale  | Coupe de France | 1/8 finale  |
| 1971-1972 | AS Carcassonne | Championnat de France | Champion    | Coupe de France | 1/8 finale  |
| 1972-1973 | AS Carcassonne | Championnat de France | 1/4 finale  | Coupe de France | Finaliste   |
| 1973-1974 | AS Carcassonne | Championnat de France | 1er tour    | Coupe de France | 1/16 finale |